# Università federale di Rio de Janeiro
L'Università federale di Rio de Janeiro (in portoghese Universidade Federal do Rio de Janeiro, sigla UFRJ), chiamata anche l'Università del Brasile, è la più grande università federale del Paese, oltre a essere uno dei centri brasiliani di eccellenza nell'insegnamento e nella ricerca, è tra le migliori istituzioni in America Latina.

## Storia
Prima istituzione ufficiale di istruzione superiore in Brasile, ha un'attività ininterrotta dal 1792 con la fondazione della Reale accademia di artiglieria, fortificazione e progettazione, una delle scuole che compongono oggi l'università. Come una delle prime università nazionale fondata nel 1920, servì da modello per tutte le altre.

## Composizione
L'università comprende sette musei, in particolare il Museo nazionale, otto ospedali universitari, centinaia di laboratori e più di quaranta biblioteche.
L'università si trova principalmente nella città di Rio de Janeiro, con attività in undici contee. Il suo campus principale è la storica Cittadella della Spiaggia Rossa, e la Città Universitaria, che ospita il parco tecnologico di Rio - un complesso sviluppo della scienza, tecnologia e innovazione. Ci sono anche diverse singole unità nella capitale dello stato: la scuola di musica, alla scuola di giurisprudenza e l'Istituto di filosofia e scienze sociali, il Museo nazionale e l'osservatorio Valongo a St. Kitts, oltre alla Scuola di applicazione in laguna.
In Duque de Caxias è stato implementato il Polo avanzato di Xerém in collaborazione con l'Istituto nazionale di metrologia, qualità e tecnologia (Inmetro). In Macaé esiste un campus per la ricerca e la didattica incentrata sulle potenzialità ambientali e del petrolio del nord Rio de Janeiro.